# Phytocoris pallidicornis
Phytocoris pallidicornis är en insektsart som beskrevs av Reuter 1876. Phytocoris pallidicornis ingår i släktet Phytocoris och familjen ängsskinnbaggar. Inga underarter finns listade i Catalogue of Life.